# Torsten Carleman

Torsten Carleman

Torsten Carleman (n. 8 iulie 1892 la Visseltofta, Skåne län - d. 11 ianuarie 1949 la Stockholm), născut cu numele Tage Gills Torsten Carleman, a fost un matematician suedez, cunoscut pentru contribuțiile sale din domeniul analizei matematice.
A fost unul dintre creatorii funcțiilor quasi-analitice.
A fost colaborator al revistei Acta mathematica, înființată de Gösta Mittag-Leffler la Stockholm, și a asigurat continuitatea acestei publicații.
În teoria șirurilor, a descoperit o inegalitate care îi poartă numele (inegalitatea lui Carleman).
S-a ocupat de teoria unicității pentru un anumit sistem de ecuații cu derivate parțiale.
Cu aplicarea unor leme ale lui Carleman s-a ocupat Vera Myller în lucrarea: Sur une application du lemme de M. Carleman.
1. 1 2  MacTutor History of Mathematics archive, accesat în 22 august 2017
2. 1 2 3  T G Torsten Carleman (în suedeză), Svenskt biografiskt lexikon
3. ↑  Gravar.se
4. 1 2 3 4 5  MacTutor History of Mathematics archive